# Libanomancja

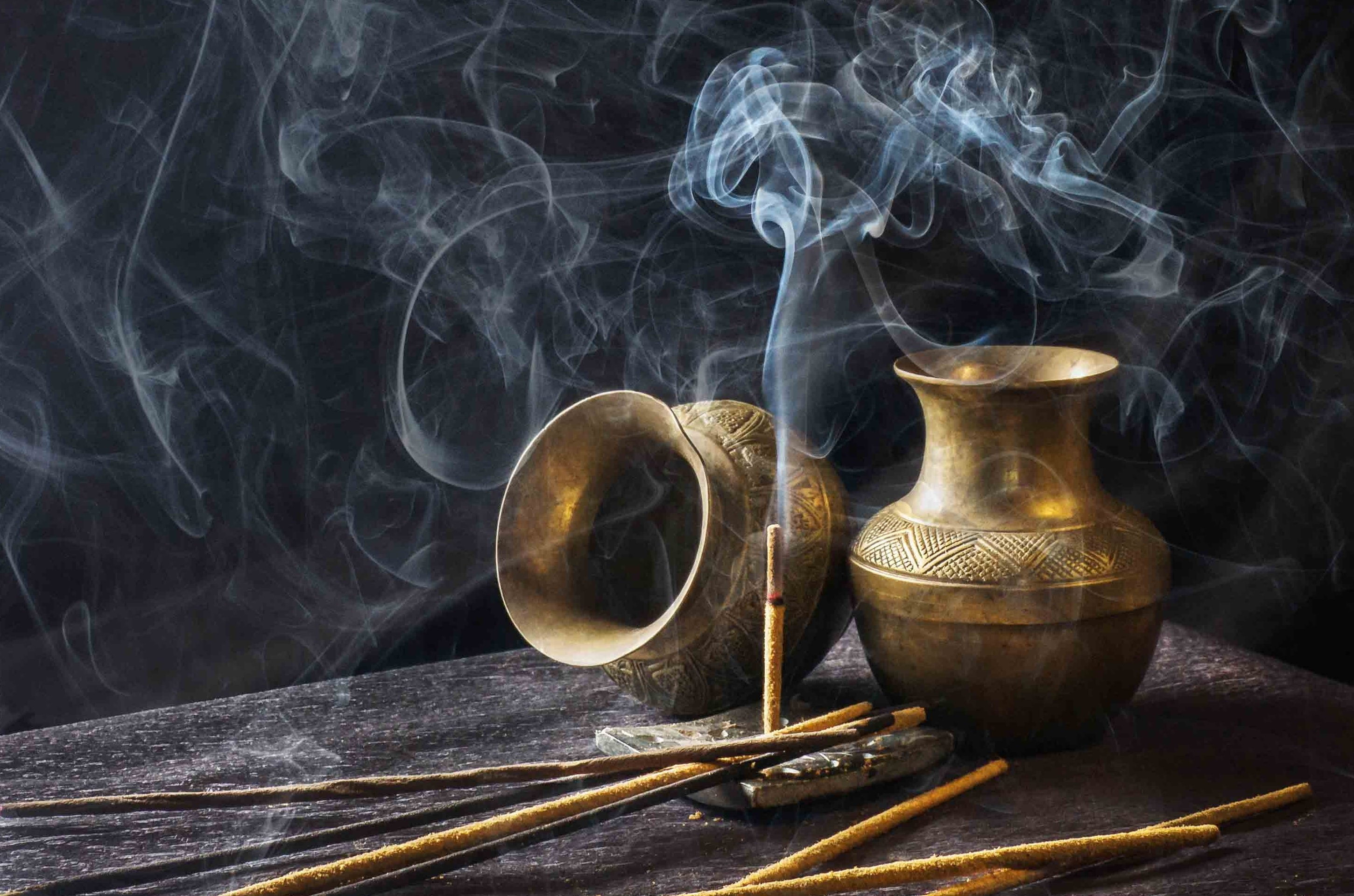
Palone kadzidło wydziela dym układający się w powietrzu w złożone wzory

Libanomancja (także: liwanomancja, knissomancja) – metoda wróżenia polegająca głównie na obserwacji dymu palonego kadzidła i interpretacji wzorów, które tworzy on w powietrzu. Może ona obejmować również sposób opadania popiołu z kadzidła. Podobnie jak w przypadku większości metod wróżenia, podczas libanomancji konieczne jest zadanie konkretnego pytania. Odpowiedź daje dym kadzidła, ale jego interpretację musi przeprowadzić wróżbita.
Słowo „libano-” w słowie „libanomancy” pochodzi od greckiego słowa libanos, które oznacza „kadzidło”.

## Historia libanomancji
Oryginalne poradniki dotyczące libanomancji pochodzą z okresu starobabilońskiego, datowanego mniej więcej na 2000–1600 r. p.n.e. Ta metoda wróżenia, która w tamtych czasach była bardzo popularna, z czasem zaczęła zanikać, jednak wyszkoleni wróżbiarze zachowali wiedzę na jej temat. Z Mezopotamii libanomancja przywędrowała do Egiptu, a później stała się znana w Europie.

## Interpretacja dymu
Teksty libanomantyczne wspominają o możliwych interpretacjach niektórych znaków widocznych w dymie. Na przykład w Trzech Zestawionych Tekstach Libanomancji można przeczytać, że jeśli kadzidło rozrzuci się nad otwartym ogniem, a dym będzie unosił się w prawo, pokonasz wroga. Jeżeli dym się gromadzi, oznacza to sukces finansowy. Unoszący się dym tworzący dwie kolumny oznacza utratę zdrowego rozsądku.